# 平成新局
平成新局（へいせいしんきょく）は、日本において元号が平成（1989年1月8日 - 2019年4月30日）になってから概ね20世紀中に開局した、主に地方の放送局（県域放送）の通称を指す放送用語である。現在では「老舗局」が実質的な対義語として使われる場合が多い。

## 概要

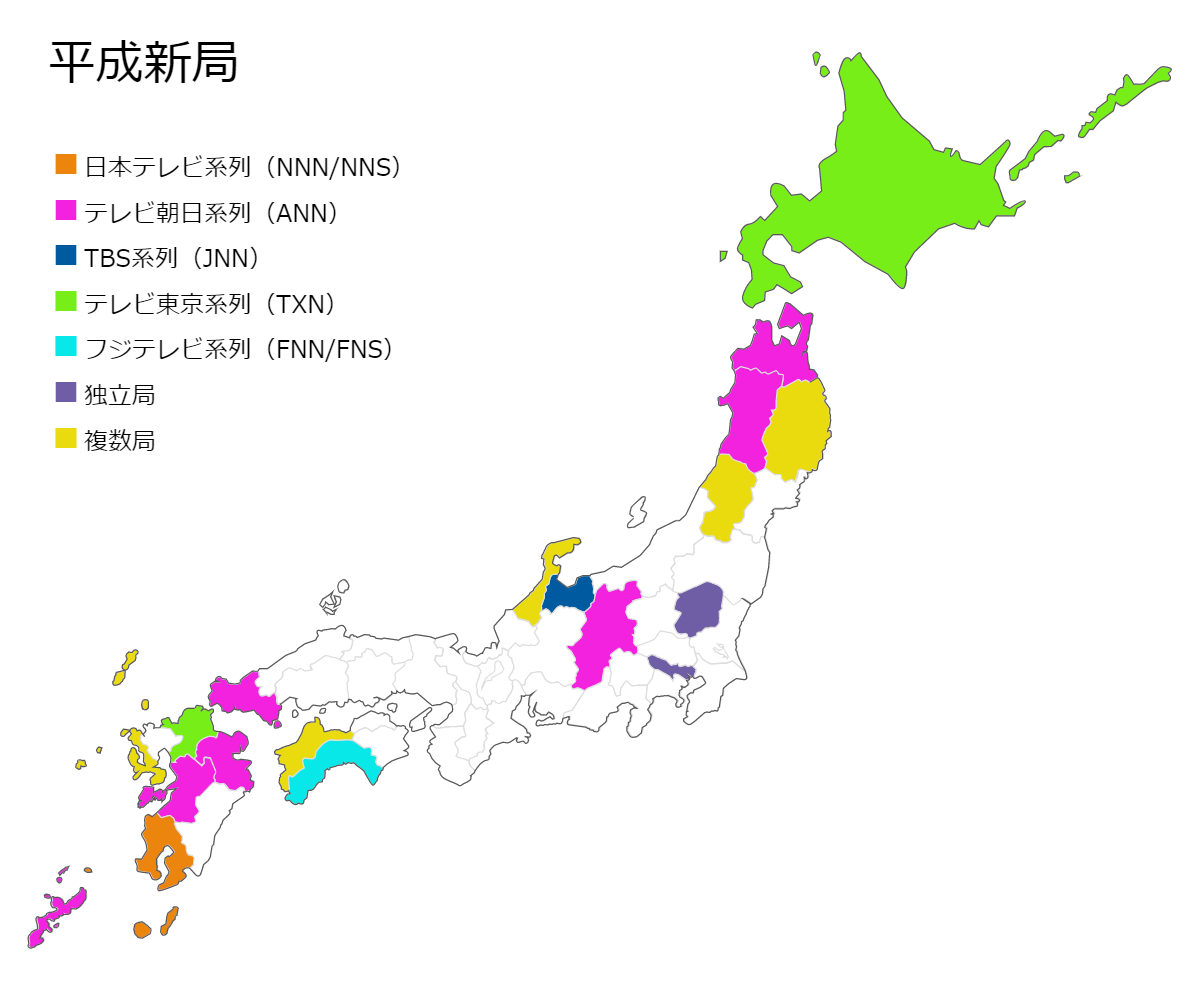
平成新局の分布（テレビ局）
ANN系列の加盟局が最も多いことがわかる

平成新局のテレビジョン放送局は「民放テレビ全国四波化」に、ラジオ放送局は「全国二波（中波放送1波+超短波放送1波=2波）化方針」にそれぞれ基づき、キー局、新聞社（全国紙・地方紙）などと協力して各地に設立された。
テレビは全てUHF局、ラジオはすべて超短波放送（FM）での開局である。なお、平成新局にはWOWOW及びBSデジタル放送を行う放送事業者は含まれない。
テレビは、1989年10月1日のテレビ北海道（TVh）・テレビユー山形（TUY）・熊本朝日放送（KAB）の開局を先頭に、とちぎテレビ（1999年4月1日）まで開局。当時フルネット局が少なかったANN系列局として開局した局が多い。ラジオは1989年4月1日のエフエム山形以降開局した局がそれにあたる。
ラジオのコミュニティ放送については平成時代に制度化されたものであり、第1号として開局したFMいるかの時点から平成新局の範疇に入る。
テレビの平成新局にはクロスネット局は存在していないが、放送対象地域内にない系列（テレビ東京系列など）の番組を購入する局も存在する（中継局が多い老舗局に販売されることが多いため、その頻度は少数である）。ただし、老舗局と同様にスポンサー部分はスポットに差し替えている。

## 平成新局の一覧

### テレビ局
| 放送対象地域 | 放送局名                       | 略称 | 系列     | 開局日        | 脚注                                |
| ------------ | ------------------------------ | ---- | -------- | ------------- | ----------------------------------- |
| 北海道       | テレビ北海道                   | TVh  | TXN      | 1989年10月1日 | [ 注釈 1 ]                          |
| 青森県       | 青森朝日放送                   | ABA  | ANN      | 1991年10月1日 | [ 注釈 2 ] [ 注釈 3 ] [ 注釈 4 ]    |
| 岩手県       | 岩手めんこいテレビ             | mit  | FNN・FNS | 1991年4月1日  | [ 注釈 5 ] [ 注釈 6 ]               |
| 岩手県       | 岩手朝日テレビ                 | IAT  | ANN      | 1996年10月1日 | [ 注釈 7 ] [ 注釈 8 ]               |
| 秋田県       | 秋田朝日放送                   | AAB  | ANN      | 1992年10月1日 | [ 注釈 9 ]                          |
| 山形県       | テレビユー山形                 | TUY  | JNN      | 1989年10月1日 | [ 注釈 10 ] [ 注釈 11 ] [ 注釈 12 ] |
| 山形県       | さくらんぼテレビジョン         | SAY  | FNN・FNS | 1997年4月1日  | [ 注釈 13 ]                         |
| 栃木県       | とちぎテレビ                   | GYT  | 独立局   | 1999年4月1日  | [ 注釈 14 ]                         |
| 東京都       | 東京メトロポリタンテレビジョン | MX   | 独立局   | 1995年11月1日 | [ 注釈 15 ]                         |
| 富山県       | チューリップテレビ             | TUT  | JNN      | 1990年10月1日 | [ 注釈 16 ] [ 注釈 17 ] [ 注釈 18 ] |
| 石川県       | テレビ金沢                     | KTK  | NNN・NNS | 1990年4月1日  | [ 注釈 19 ] [ 注釈 20 ]             |
| 石川県       | 北陸朝日放送                   | HAB  | ANN      | 1991年10月1日 | [ 注釈 21 ] [ 注釈 22 ] [ 注釈 23 ] |
| 長野県       | 長野朝日放送                   | abn  | ANN      | 1991年4月1日  | [ 注釈 24 ] [ 注釈 25 ] [ 注釈 26 ] |
| 山口県       | 山口朝日放送                   | yab  | ANN      | 1993年10月1日 | [ 注釈 27 ] [ 注釈 28 ] [ 注釈 29 ] |
| 愛媛県       | あいテレビ                     | ITV  | JNN      | 1992年10月1日 | [ 注釈 30 ] [ 注釈 31 ] [ 注釈 32 ] |
| 愛媛県       | 愛媛朝日テレビ                 | eat  | ANN      | 1995年4月1日  | [ 注釈 33 ] [ 注釈 34 ]             |
| 高知県       | 高知さんさんテレビ             | KSS  | FNN・FNS | 1997年4月1日  | [ 注釈 35 ] [ 注釈 36 ] [ 注釈 37 ] |
| 福岡県       | TVQ九州放送                    | TVQ  | TXN      | 1991年4月1日  | [ 注釈 38 ] [ 注釈 39 ] [ 注釈 40 ] |
| 長崎県       | 長崎文化放送                   | NCC  | ANN      | 1990年4月1日  | [ 注釈 41 ]                         |
| 長崎県       | 長崎国際テレビ                 | NIB  | NNN・NNS | 1991年4月1日  | [ 注釈 42 ] [ 注釈 43 ]             |
| 熊本県       | 熊本朝日放送                   | KAB  | ANN      | 1989年10月1日 | [ 注釈 44 ] [ 注釈 45 ]             |
| 大分県       | 大分朝日放送                   | OAB  | ANN      | 1993年10月1日 | [ 注釈 46 ] [ 注釈 47 ] [ 注釈 48 ] |
| 鹿児島県     | 鹿児島読売テレビ               | KYT  | NNN・NNS | 1994年4月1日  | [ 注釈 49 ] [ 注釈 50 ] [ 注釈 51 ] |
| 沖縄県       | 琉球朝日放送                   | QAB  | ANN      | 1995年10月1日 | [ 注釈 52 ] [ 注釈 53 ]             |

### ラジオ局
昭和末期に一斉に電波が割り当てられた局がほとんどであり、テレビの平成新局とは意味合いが違うが、ここでは平成に入ってから開局した局を挙げた。なお、AMラジオは1963年で全て開局している。
- ☆はradiko実施局。
- ★は2012年3月31日までradiko復興支援プロジェクトで全国に配信を行っていた局。

| 放送対象地域 | 放送局名              | 愛称           | 系列         | 開局日         | 脚注                                            |
| ------------ | --------------------- | -------------- | ------------ | -------------- | ----------------------------------------------- |
| 北海道       | FM NORTH WAVE☆        | NORTH WAVE     | JFL          | 1993年8月1日   | [ 注釈 54 ]                                     |
| 山形県       | エフエム山形☆         | Rhythm Station | JFN          | 1989年4月1日   | [ 注釈 55 ]                                     |
| 福島県       | エフエム福島☆★        | ふくしまFM     | JFN          | 1995年10月1日  | [ 注釈 56 ]                                     |
| 栃木県       | エフエム栃木☆         | RADIO BERRY    | JFN          | 1994年4月1日   | [ 注釈 57 ]                                     |
| 千葉県       | ベイエフエム☆         | BAYFM          | 独立局       | 1989年10月1日  | [ 注釈 58 ]                                     |
| 東京都       | InterFM897☆           | interfm        | MegaNet →JFN | 1996年4月1日   | [ 注釈 60 ] [ 注釈 61 ]                         |
| 新潟県       | 新潟県民エフエム放送☆ | FM PORT        | 独立局       | 2000年12月20日 | 2020年6月30日に閉局。                           |
| 石川県       | エフエム石川☆         | HELLO FIVE     | JFN          | 1990年4月1日   | [ 注釈 64 ]                                     |
| 岐阜県       | エフエム岐阜☆         | FM GIFU        | JFN          | 2001年4月1日   | [ 注釈 65 ] [ 注釈 66 ] [ 注釈 67 ] [ 注釈 68 ] |
| 愛知県       | ZIP-FM☆               | ZIP-FM         | JFL          | 1993年10月1日  | [ 注釈 69 ] [ 注釈 70 ]                         |
| 愛知県       | 愛知国際放送          | RADIO-i        | MegaNet      | 2000年4月1日   | 2010年9月30日に閉局。                           |
| 愛知県       | Radio NEO☆            | Radio NEO      | MegaNet      | 2014年4月1日   | 2020年6月30日に閉局。                           |
| 滋賀県       | エフエム滋賀☆         | e-radio        | JFN          | 1996年12月1日  | [ 注釈 75 ]                                     |
| 京都府       | エフエム京都☆         | α-STATION      | 独立局       | 1991年7月1日   | [ 注釈 76 ]                                     |
| 大阪府       | FM802☆                | FM802          | JFL          | 1989年6月1日   | [ 注釈 77 ]                                     |
| 大阪府       | FM802☆                | FM COCOLO      | MegaNet      | 1995年10月1日  | [ 注釈 78 ] [ 注釈 79 ]                         |
| 兵庫県       | 兵庫エフエム放送☆     | Kiss FM KOBE   | JFN          | 1990年10月1日  | [ 注釈 80 ] [ 注釈 81 ]                         |
| 岡山県       | 岡山エフエム放送☆     | FM岡山         | JFN          | 1999年4月1日   | [ 注釈 82 ]                                     |
| 徳島県       | エフエム徳島☆         | FM徳島         | JFN          | 1992年4月1日   | [ 注釈 83 ]                                     |
| 高知県       | エフエム高知☆         | Hi-Six         | JFN          | 1992年4月1日   | [ 注釈 84 ]                                     |
| 福岡県       | CROSS FM☆             | CROSS FM       | JFL          | 1993年9月1日   | [ 注釈 85 ]                                     |
| 福岡県       | ラブエフエム国際放送☆ | LOVE FM        | MegaNet      | 1997年4月1日   | [ 注釈 86 ] [ 注釈 87 ]                         |
| 佐賀県       | エフエム佐賀☆         | FMS            | JFN          | 1992年4月1日   | [ 注釈 88 ]                                     |
| 大分県       | エフエム大分☆         | Air Radio FM88 | JFN          | 1990年10月1日  | [ 注釈 89 ]                                     |
| 鹿児島県     | エフエム鹿児島☆       | μFM            | JFN          | 1992年10月1日  | [ 注釈 90 ]                                     |

## 平成新局の主な特徴
設立まもなくバブル景気が崩壊、直後の平成不況・失われた10年の影響を受けた。その後も不況に加えて地デジ化対応工事、テレビ離れといった業界特有の事情が重なり、資本金が乏しく、営業収入も先行して開局した局と比べ少ない局が多い。
またアナログ時代には中継局も少なく、放送対象地域内の全世帯を放送区域に収めていない放送局が多かった。このため、直接受信が不可能な地域では、より高い位置に高利得のアンテナを設置するか、ケーブルテレビの再放送、さらには周辺都道府県の既存局での受信で代替することになる。平成新局でも地理的な関係で特殊な経緯があるテレビ北海道については次項、琉球朝日放送は次々項にそれぞれ詳述。
さらに上記の理由から、会社の規模自体が小さく、先行して開局したテレビ・ラジオ局に比べて番組制作力や営業力が弱い傾向にある。また1990年代後半に開業した局は平成不況の影響を受けてより規模が小さくコンパクトに設立されており、
- 「従業員が少ない」
- 「本社社屋が小さいもしくは簡素な造り」
- 「支社・支局網が少ない」[注釈 93]

などの特徴がある。あいテレビに至っては一時期県外の系列局（老舗局の中国放送）にマスターを置いていた程。
先発局が多い日本テレビ系列（NNN・NNS）とTBS系列（JNN）、UHF局大量免許交付を機にネットワークを拡大したフジテレビ系列（FNN・FNS）に対し、1973年10月31日まで教育専門局だったテレビ朝日系列（ANN）のネットワーク拡大が出遅れていた。そのため、平成新局にANN加盟局が最も多い（24局のうち、11局がANN加盟局）。
なお、地元新聞社が主導する老舗局とは対照的にほとんどの平成新局の大株主にはキー局や主要系列局が上位3位以内に入っている。また他系列番組のネットも少なく、自社制作番組の割合も少ない。
数は少ないが、平成新局と関連が深い新聞社も存在する（北國新聞社、長崎新聞社、沖縄タイムスなど）。
平成新局のほとんどが株式を上場していない。

### 北海道の場合
北海道ではテレビ北海道（TVh）とFM NORTH WAVE（NORTH WAVE）が平成新局であるが、バブル経済崩壊の影響を道外より強く受けているため、老舗の在札民放テレビ4局やラジオ2局に比べて収益が伸び悩み、中継局の設置がままならない。
そのため、NORTH WAVEでは空知・檜山・日高・留萌・宗谷・根室・胆振・オホーツク全域において未だ中継局が設置されていない。ただし、平成新局ではないが、1982年に開局したエフエム北海道（AIR-G'）も主要都市と洞爺湖町にしか開局しておらず、空知・檜山・日高・留萌・宗谷・根室全域において未だ中継局が設置されていない。
更にTVhは上記地域に加えて釧路・十勝全域が地上アナログ放送時代は中継局置局対象外とされ、エリア外地域の一部では遠距離受信やケーブルテレビによる再送信による視聴も可能では合ったが、特にTVhとNORTH WAVEの無いオホーツク・根室管内では、遠距離受信さえ困難あるいは不可で電波事情が非常に悪く、オホーツク管内ではケーブルテレビ（遠軽町の白滝ふるさとテレビ）があってもTVhの再送信は行ってこなかった。このように広面積をカバーしきれないまま現在に至っている。
この「電波格差」が大きな事件を引き起こす問題に至っている。それが2008年3月に発覚した中標津町での在札民放FM2局の「違法中継事件」である。これは釧路送信所から出されている在札民放FM2局（AIR-G'、NORTH WAVE）を法定の出力を超える高出力で中継していた。しかし他の無線への障害が発生し、北海道総合通信局の告発を受けて中標津警察署が調べていたところ、町内の電器店でFMアンテナが向けられていたことから電波法違反で事情聴取。そして、店主が逮捕される事態に発展した。開局以来このようなことが行われたケースは初めてのことである。中標津町はAM2局（HBCラジオ・STVラジオ）を聴くことすら難しく何度も両局への陳情が行われたが、両局の諸事情から開局は実現しなかった。この一件と先述の違法中継事件がきっかけで、2008年4月にコミュニティ放送局・FMなかしべつ放送（FMはな）が設立、8月20日に開局した。
そんな中2010年12月21日、TVhが2010年度補正予算に入っている「地デジ移行に伴う中継局整備支援事業」を使って、地上デジタル放送完全移行直後の2011年8月から11月にかけて、網走送信所・帯広送信所・釧路送信所・北見中継局を開局させることを発表した。そして2011年6月1日に免許申請していた前者4送信所・中継局に予備免許が交付された。4送信所・中継局は、釧路送信所が8月26日に、帯広送信所が11月7日に、網走送信所と北見中継局が11月11日にそれぞれ開局し、唯一全域で見られなかった北海道東部（道東）でも視聴できるようになった。
またTVhは残りの視聴不能地帯も時期未定ながら開局する方針を打ち出し、2012年には道央地区の北芦別中継局、道北地区の和寒中継局・上富良野中継局・富良野中継局・名寄中継局など、道東地区の忠類中継局・豊頃茂岩中継局・広尾中継局・足寄中継局・白糠中継局・新網走中継局・北見仁頃中継局・留辺蘂中継局などあわせて27か所の中継局がデジタル新局で開局した。特に上川総合振興局管内では中川町を除くほぼ全域で、十勝総合振興局管内では陸別町を除くほぼ全域でカバーされる形となった。
2013年度は道北地区の上川、道東地区の陸別・弟子屈・阿寒・紋別・遠軽・佐呂間・丸瀬布・滝上など合わせて13か所の中継局がデジタル新局で開局。更に2014年度には宗谷総合振興局管内の知駒・稚内・枝幸・西稚内・北稚内・上勇知・抜海・幌延・礼文船泊及び室蘭地区の三石本町、網走地区の興部・津別、釧路管内の阿寒布伏内の13局がデジタル新局として開局し、これにより上川総合・留萌・オホーツク総合各振興局管内では全域のほとんどの世帯で視聴可能となった。
ラジオでは、北海道でも2011年4月にサービスが開始されたインターネットラジオradikoで実質的に難聴取地域が解消されていき、長らくradiko未配信だったNORTH WAVEも2015年7月30日より配信開始され、難聴取地域が解消された。

### 沖縄県の場合
沖縄県においては、県内初の平成新局で、かつUHF（アナログとして）が親局となるテレビ朝日系列の琉球朝日放送が1995年10月に開局したが、当初のサービスエリアは事実上沖縄本島とその周辺の久米島など沖縄諸島に限られており、本来であれば同一県内であるためケーブルテレビの「区域外再放送」には該当しない、先島諸島（宮古島、石垣島）、大東諸島（北大東島、南大東島）には中継局がなかった。特に先島諸島には宮古テレビ、石垣ケーブルテレビがあるにもかかわらず再配信されなかった。そのため、QAB開局後も、自主制作チャンネル（コミュニティーチャンネル）を使って、独自にテレビ朝日、および各系列局から番組販売による放送素材テープの購入を行って時差放送が実施された。
また大東諸島にはケーブルテレビ局すらもないため、NHKのBS1・BS2・ハイビジョン放送（BS9）・およびいずれも有料放送で1990年にサービスを開始したWOWOW・1996年にサービスを開始したパーフェクTV!（のちのスカパー!）・1998年に開始したディレクTV（2000年サービス廃止、スカパー!に統合）を除いて、QABを含む全ての地上波放送が全く見ることができない状態が続いた。1998年に東京都に属する小笠原諸島のテレビ中継局から通信衛星で分波してもらう形で、テレビ朝日で首都圏向けに本来放送される内容をそのまま補完放送するサービスが行われていたが、沖縄県内向けの内容が受信できないため、沖縄県のニュース・気象情報などは電話回線を使い字幕スーパーを使って補完せざるを得ない状態が続いていた。
当初これらの地域は、デジタル放送でも「非該当地域」として、中継局の開局予定はなかったが、まず2009年に先島諸島においてデジタル新局として開局、これに伴い宮古テレビと石垣ケーブルテレビではデジアナ変換（レターボックス16:9）でアナログ放送も開始され、2011年7月のアナログ終了直前にはようやく大東諸島の中継局も開局となり、全県放送が実現した。
また、日本テレビ系列の南西放送が開局する予定であったが、諸事情により、実現しなかった。2022年9月現在において、沖縄県のケーブルテレビ局における他県局そのものの区域外再放送は距離的な問題上実施されていないが、沖縄ケーブルネットワークの自主放送チャンネル「テレビにらい」の一部時間帯において、鹿児島讀賣テレビの番組を同時配信している。